# Star Alliance
A Star Alliance é uma aliança de companhias aéreas global, com sede em Frankfurt na Alemanha. Foi estabelecida em 14 de maio de 1997 por cinco das principais companhias aéreas do mundo, Air Canada, Lufthansa, Scandinavian Airlines, Thai Airways International e United Airlines, como a primeira aliança global de companhias aéreas para "melhor atender as necessidades dos viajantes internacionais frequentes" e hoje é a maior aliança global do mundo. O seu logo representa as cinco linhas aéreas originais que fundaram a aliança.
A Star Alliance cresceu consideravelmente desde o seu início. Atualmente a aliança possui 26 companhias aéreas membros que constituem uma malha com mais de 18 500 partidas diárias em 1 330 aeroportos nos 192 países em que atua.

## História da Aliança
- 1997 – A Star Alliance é fundada pela Air Canada, Lufthansa, Scandinavian Airlines, Thai Airways e United Airlines em 14 de maio. Varig junta-se à aliança logo após sua criação.
- 1999 - Ansett Australia, All Nippon Airways e Air New Zealand juntam-se à aliança.
- 2000 - Singapore Airlines, BMI, Mexicana e Austrian Airlines juntam-se à aliança.
- 2001 - Ansett Australia vai à falência.
- 2003 - Asiana Airlines, LOT Polish Airlines e Spanair juntam-se à aliança.
- 2004 - US Airways junta-se à aliança. Mexicana deixa a Star Alliance e junta-se à Oneworld. Adria Airways, Blue1 e Croatia Airlines inauguram a aliança regional da Star Alliance.
- 2005 - TAP Air Portugal junta-se à aliança. Após a fusão com a US Airways, America West Airlines junta-se à aliança através da US Airways.
- 2006 - Swiss e South African Airways juntam-se à aliança.
- 2007 – Varig suspende sua filiação à aliança em 31 de Janeiro de 2007 devido a uma grande reestruturação, sendo involuntariamente expulsa por não atender às qualificações mínimas. Air China e Shanghai Airlines juntam-se à aliança.
- 2008 – Turkish Airlines e EgyptAir juntam-se à aliança.
- 2009 - Continental Airlines e Brussels Airlines juntam-se à aliança.
- 2010 - TAM Linhas Aéreas e Aegean Airlines juntam-se à aliança. Shanghai Airlines funde-se à China Eastern Airlines, membro da SkyTeam e junta-se à mesma como membro afiliado.
- 2011 - Continental Airlines funde-se à United Airlines dando origem a uma nova Holding com a marca United. Ethiopian Airlines junta-se à aliança.
- 2012 - Spanair vai à falência. TAM Linhas Aéreas funde-se à LAN Airlines dando origem a uma nova Holding, a LATAM Airlines Group, e começa a estudar a possibilidade de continuar na Star Alliance ou se juntar à Oneworld, aliança da LAN Airlines. BMI deixa a aliança depois de ser comprada pela British Airways (Membro da Oneworld) e se junta à Oneworld. Avianca, Copa Airlines e TACA juntam-se à Star Alliance. A Blue1 passa de membro efetivo para subsidiária afiliada da Scandinavian Airlines.
- 2013 - US Airways anuncia fusão com a American Airlines e entrada na Oneworld através da American Airlines. Devido à recente fusão com a LAN Airlines assim criando o LATAM Airlines Group, a TAM Linhas Aéreas passou a fazer parte da Oneworld  e sua saída da Star Alliance ocorreu no segundo semestre de 2014. Em 18 de Junho de 2013, EVA Air e sua subsidiária Uni Air, se tornam membros da Star Alliance.
- 2014 - Entrada da Air India na Aliança em Julho
- 2015 -  No dia 25 de julho de 2015 a Avianca Brasil se torna um novo membro da Star Alliance.
- 2019 - Adria Airways vai à falência.

## Companhias aéreas membro

### Membros e suas subsidiárias

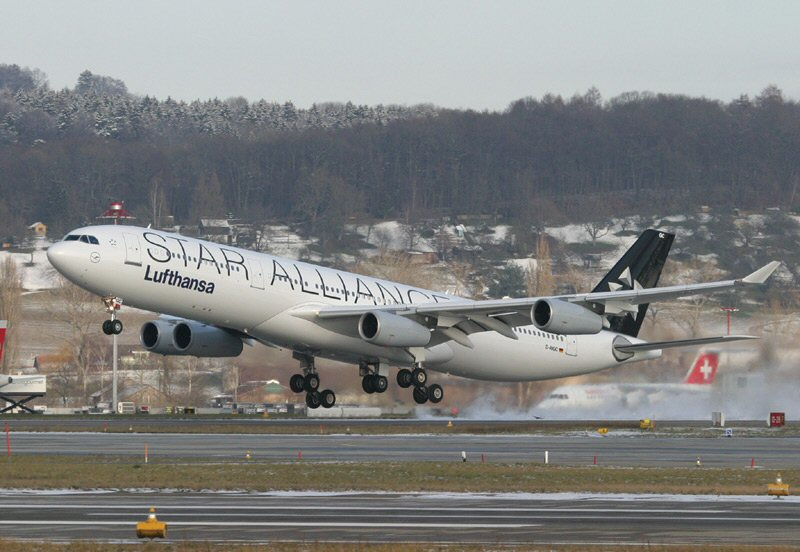
Airbus A340-300 da Lufthansa e Swiss (ao fundo).

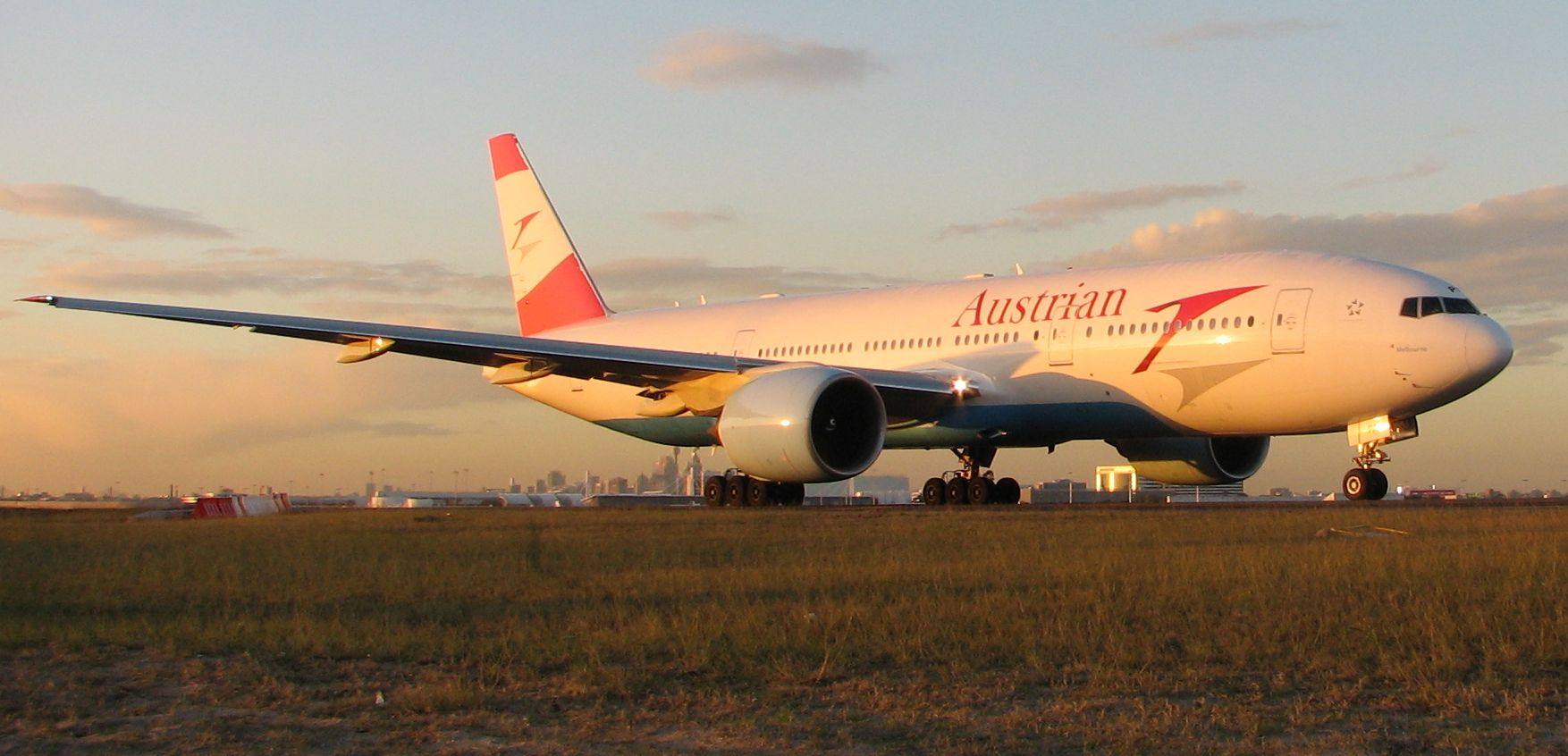
B777-200ER da Austrian.

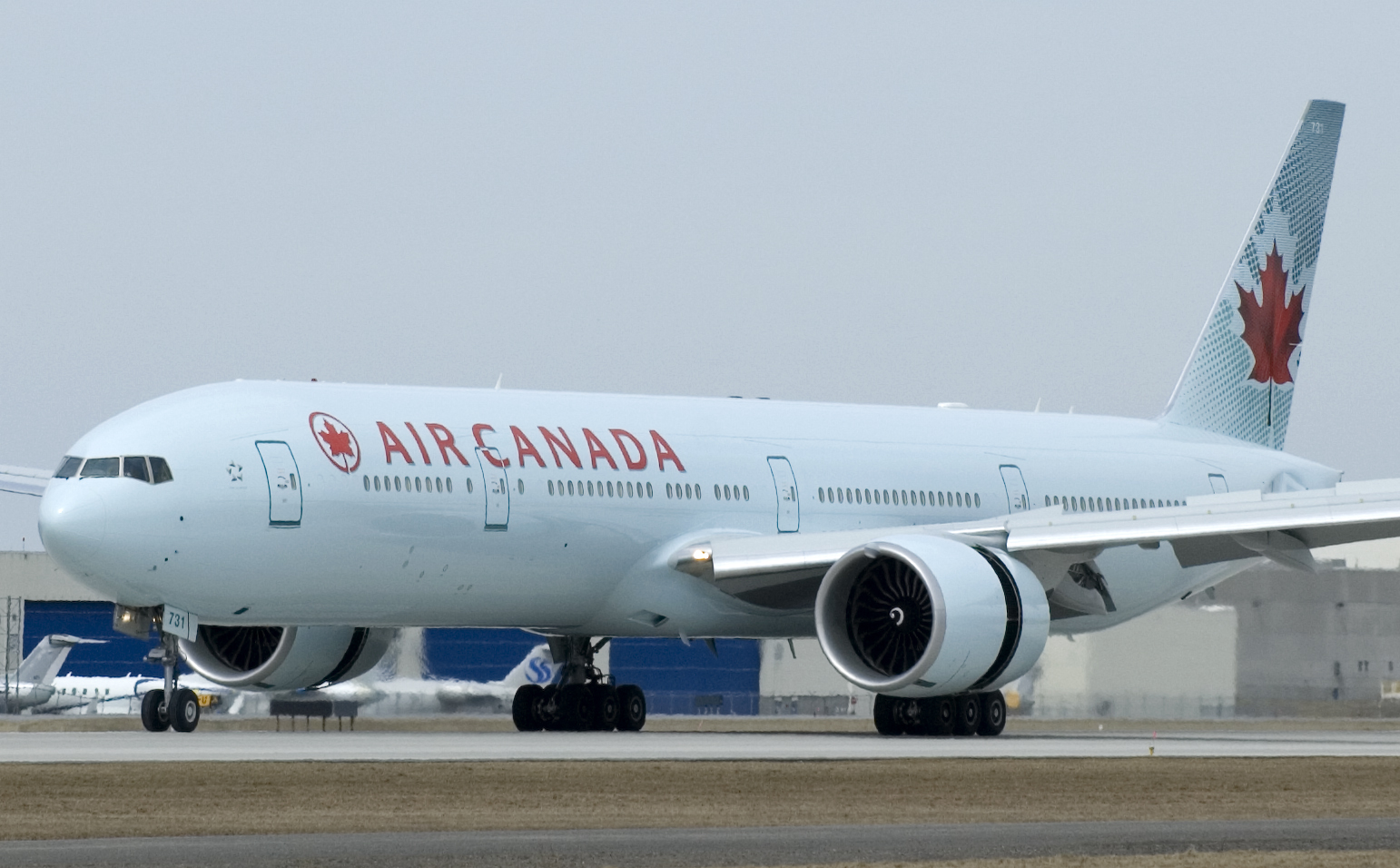
Boeing 777-300ER da Air Canada.

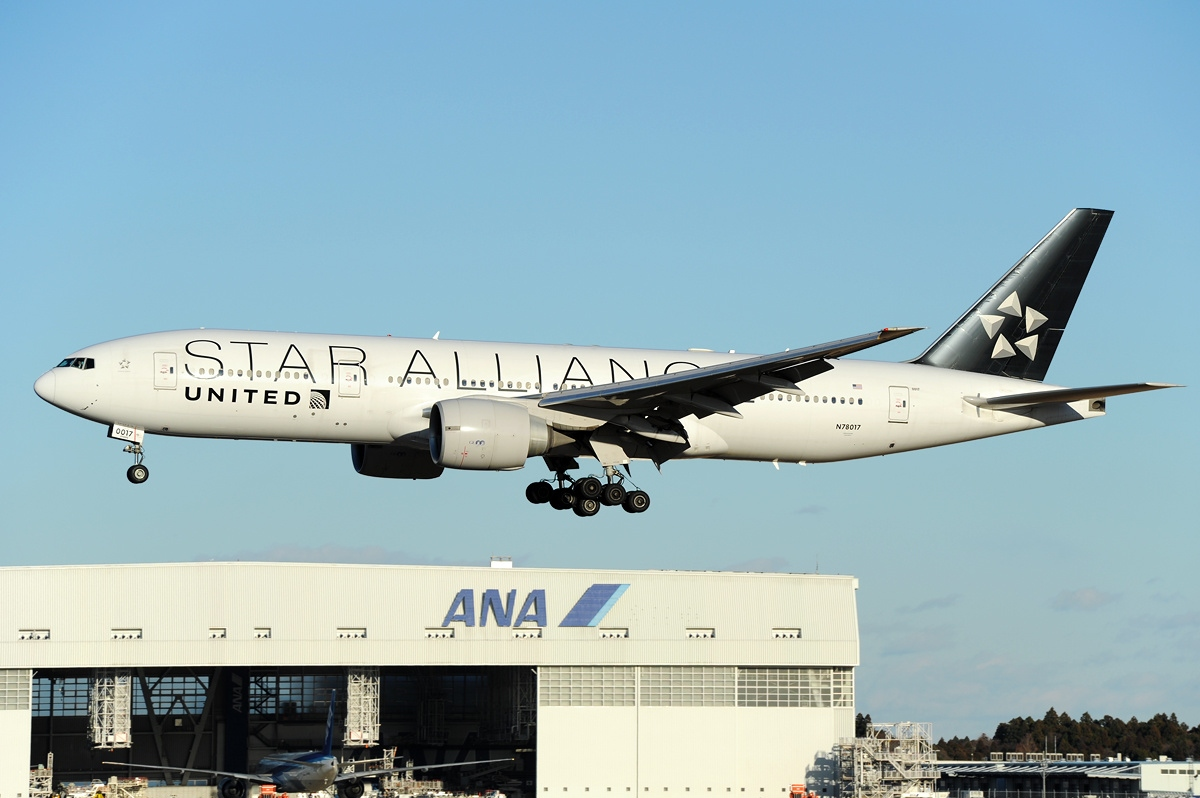
Boeing 777-200 da United Airlines.

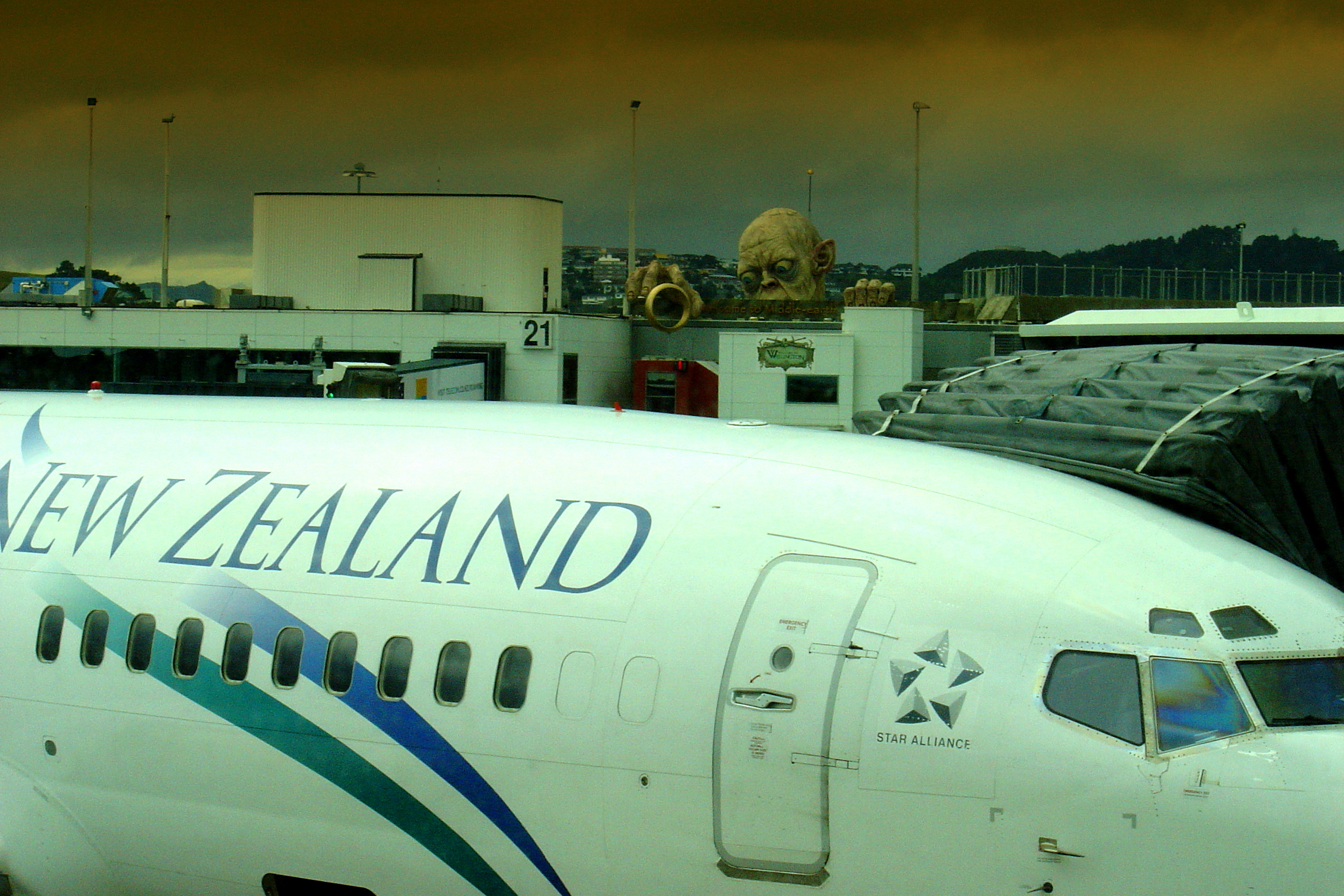
Aeronave da Air New Zealand no Aeroporto Internacional de Wellington.

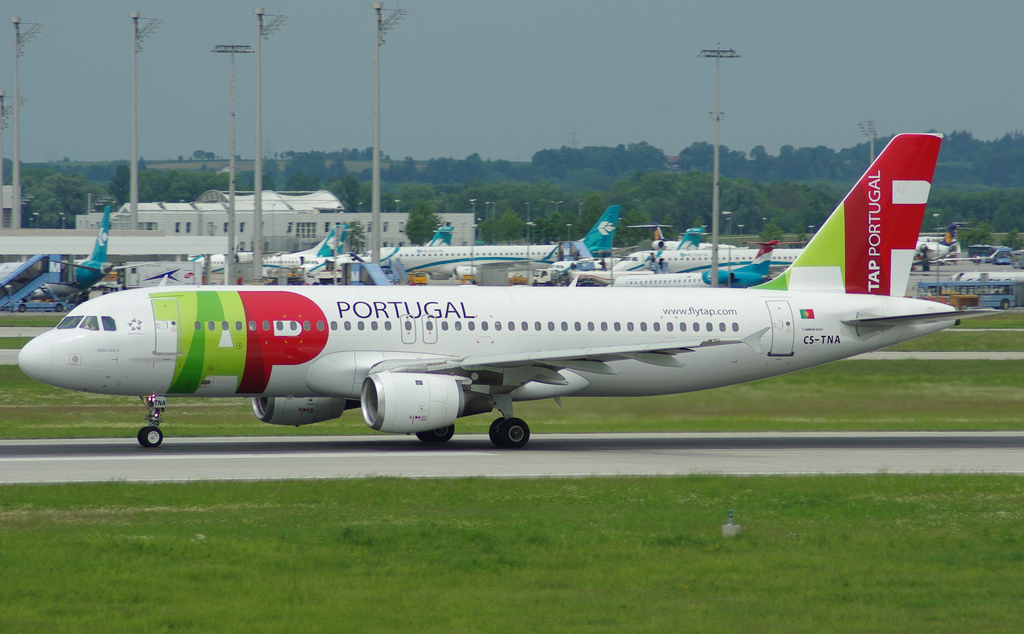
A320 da TAP Air Portugal

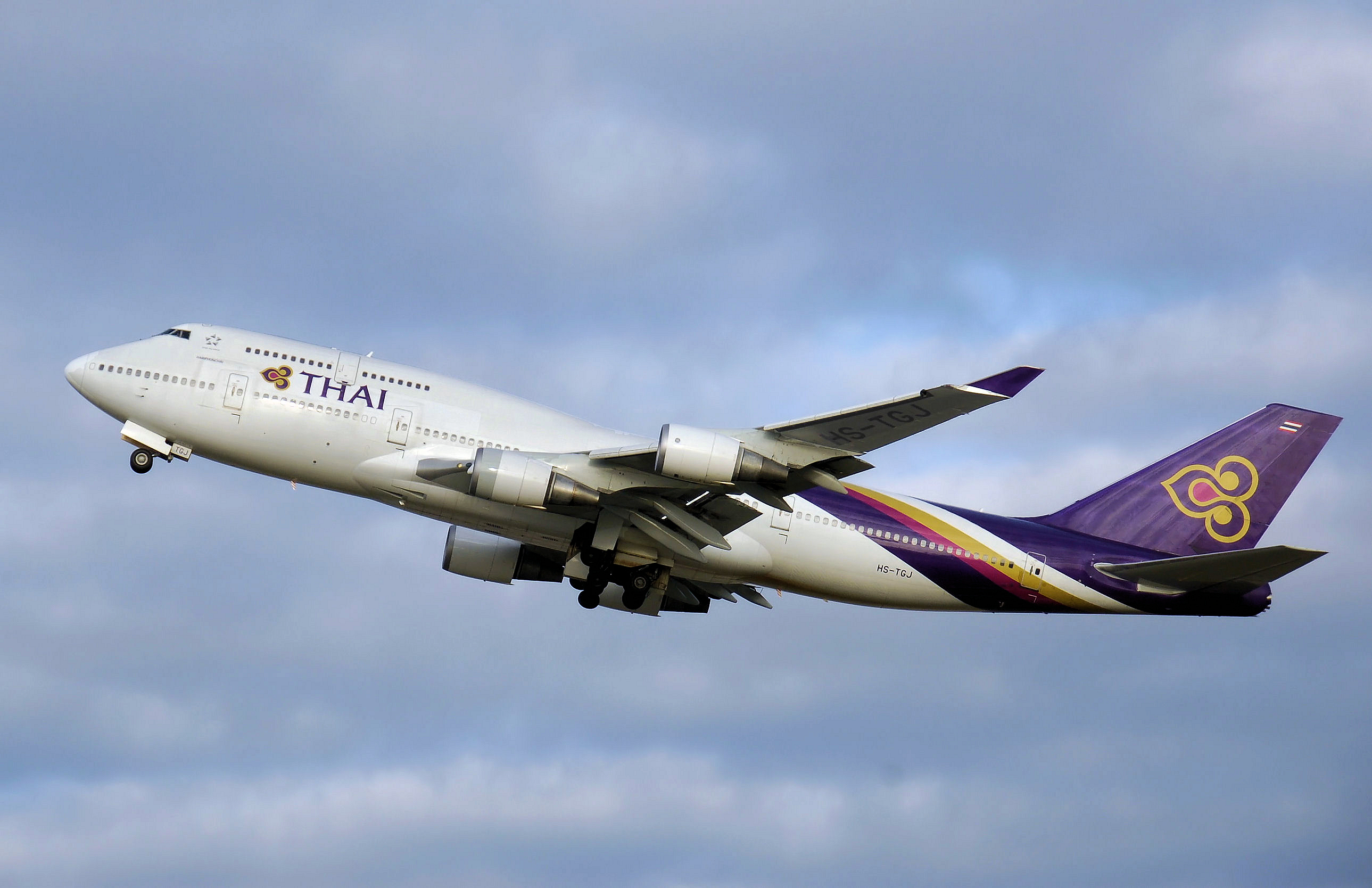
Thai Airways é um dos membros fundadores da Star Alliance.

| Cia Aérea                     | País                     | Entrada em | Subsidiárias afiliadas | Subsidiárias não afiliadas                                             |
| ----------------------------- | ------------------------ | ---------- | --- | ---------------------------------------------------------------------- |
| Aegean Airlines               | Grécia                   | 2010       | Olympic Air | —                                                                      |
| Air Canada[A]                 | Canadá                   | 1997       | Air Canada Express operado por: - Air Georgian - EVAS Air - Jazz Aviation - Sky Regional Airlines Air Canada Jetz | —                                                                      |
| Air China                     | China                    | 2007       | — | Air Macau Shandong Airlines                                            |
| Air India                     | Índia                    | 2014       | — | Air India Express Air India Regional                                   |
| Air New Zealand               | Nova Zelândia            | 1999       | Air New Zealand Link[B] operado por: - Air Nelson - Eagle Airways - Mount Cook Airline | —                                                                      |
| ANA                           | Japão                    | 1999       | Air Japan ANA Wings | AirAsia Japan Peach                                                    |
| Asiana Airlines               | Coreia do Sul            | 2003       | — | Air Busan                                                              |
| Austrian Airlines             | Áustria                  | 2000       | Austrian Arrows (Tyrolean Airways) Lauda Air | —                                                                      |
| Avianca                       | Colômbia                 | 2012       | Avianca Ecuador Helicol Avianca Regional operado por: - Aeroperlas - Aviateca - Isleña - La Costeña - Nicaragüense de Aviación - SANSA - Lacsa - TACA Perú                                                                    | Tampa Cargo                                                            |
| Brussels Airlines             | Bélgica                  | 2009       | — | Korongo Airlines                                                       |
| Copa Airlines                 | Panamá                   | 2012       | Copa Airlines Colombia | —                                                                      |
| Croatia Airlines              | Croácia                  | 2004       | — | —                                                                      |
| EgyptAir                      | Egito                    | 2008       | EgyptAir Express | Air Cairo Air Sinai Smart Aviation Company                             |
| Ethiopian Airlines            | Etiópia                  | 2011       | — | ASKY Airlines                                                          |
| EVA Air                       | Taiwan                   | 2013       | — | Uni Air                                                                |
| LOT Polish Airlines           | Polônia                  | 2003       | EuroLOT | LOT Charters                                                           |
| Lufthansa[A]                  | Alemanha                 | 1997       | Lufthansa Regional[B] operado por: - Air Dolomiti - Augsburg Airways - Contact Air - Eurowings - Lufthansa CityLine - Lufthansa Italia                                                                                        | Germanwings SunExpress[C]                                              |
| Scandinavian Airlines[A]      | Dinamarca Noruega Suécia | 1997       | Blue1 | Widerøe Estonian Air Air Greenland                                     |
| Shenzhen Airlines             | China                    | 2012       | — | Henan Airlines Kunming Airlines                                        |
| Singapore Airlines            | Singapura                | 2000       | — | SilkAir Singapore Airlines Cargo Tiger Airways Tiger Airways Australia |
| South African Airways         | África do Sul            | 2006       | Airlink South African Express | Mango Congo Express                                                    |
| Swiss International Air Lines | Suíça                    | 2006       | Swiss European Air Lines | Edelweiss Air                                                          |
| TAP Air Portugal              | Portugal                 | 2005       | TAP Express | —                                                                      |
| Thai Airways International[A] | Tailândia                | 1997       | Thai Smile | Nok Air                                                                |
| Turkish Airlines              | Turquia                  | 2008       | — | Anadolu Jet SunExpress[C] B&H Airlines                                 |
| United[A][D]                  | Estados Unidos           | 1997       | United Express[B] operado por: - Cape Air - Chautauqua Airlines - Colgan Air - CommutAir - ExpressJet Airlines - GoJet Airlines - Mesa Airlines - Silver Airways - Shuttle America - SkyWest Airlines - Trans States Airlines | —                                                                      |

A  Membro fundador
B  Companhias aéreas que operam sob a Air New Zealand Link, Continental Connection, Continental Express, Lufthansa Regional, United Express e US Airways Express não são necessariamente membros da Star Alliance. No entanto os voos são operados em nome das respectivas companhias-membro, carregam seus código de identificação e são voos da Star Alliance.
C  Propriedade conjunta da Lufthansa e Turkish Airlines.
D  Fusão entre United Airlines e Continental Airlines. Seus voos são operados com a marca United desde 30 de novembro de 2011.
E  Irá sair da aliança em 2014 e irá ingressar na aliança global Oneworld, escolha da LATAM Airlines Group.
F  Atualmente em processo de fusão com American Airlines, um membro da aliança global Oneworld. Cessará as operações com seu nome quando a fusão estiver completa e irá assumir o nome e a marca "American Airlines".

### Companhias aéreas ex-membros

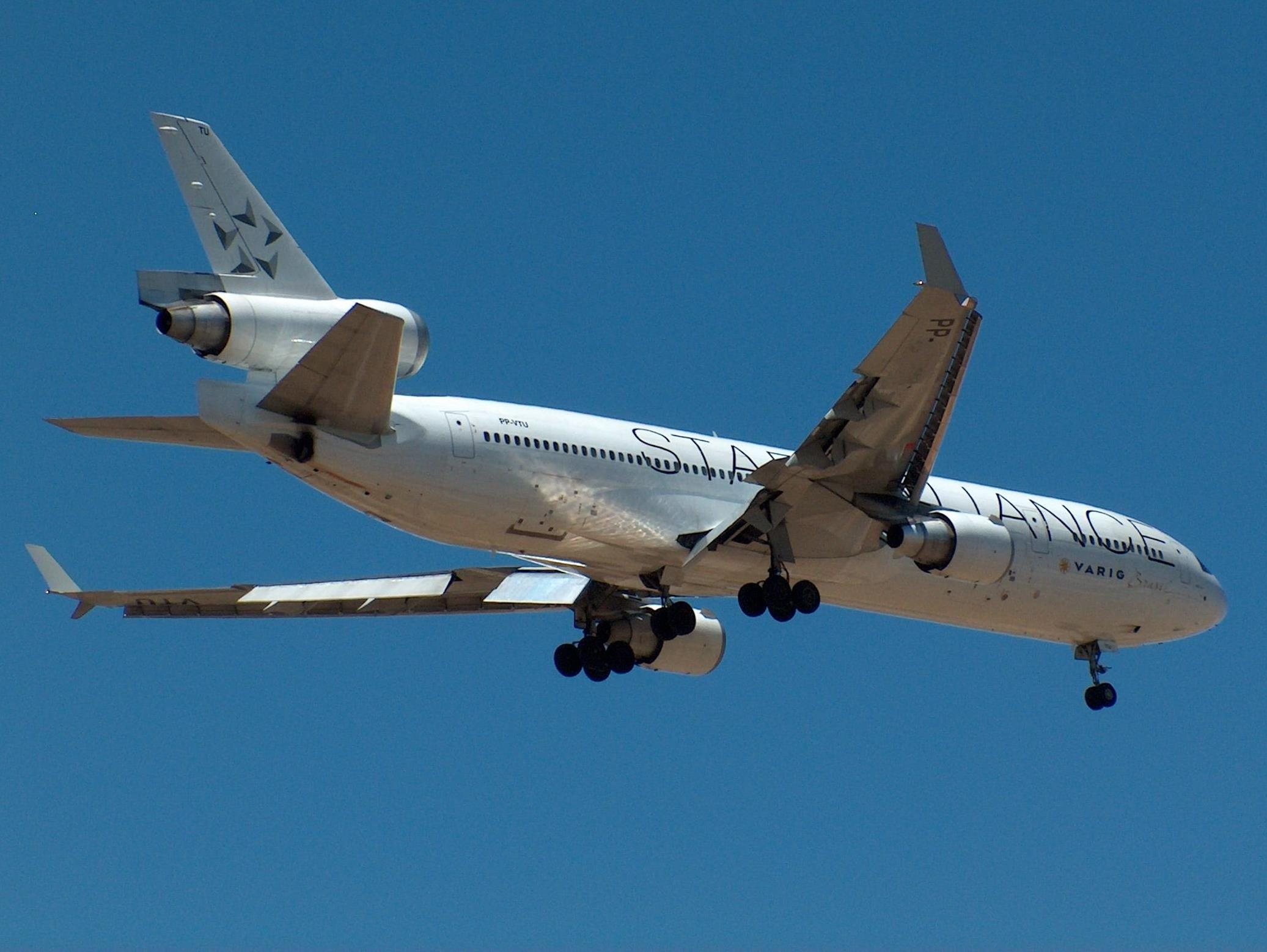
MD-11 da Varig com a pintura da Star Alliance

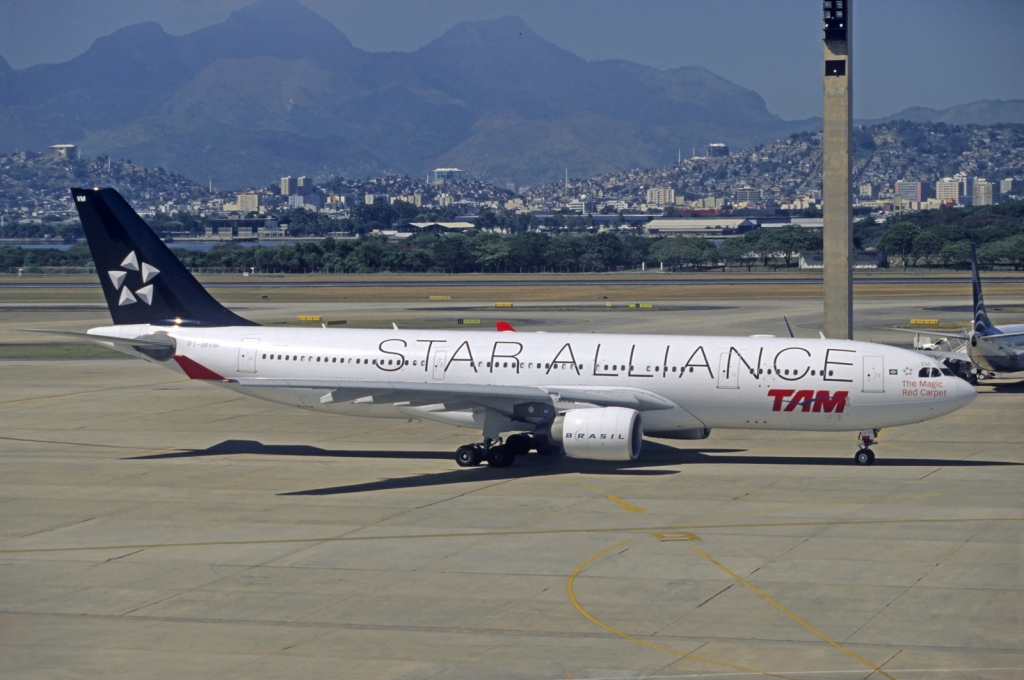
A330-200 da TAM (atual LATAM Brasil) nas cores da Star Alliance

| Cia Aérea            | País        | Entrada em | Saída em | Subsidiárias                                                                 |
| -------------------- | ----------- | ---------- | -------- | ---------------------------------------------------------------------------- |
| Adria Airways        | Eslovénia   | 2004       | 2019     | —                                                                            |
| Ansett Australia[A]  | Austrália   | 1999       | 2001     | Aeropelican Air Services Hazelton Airlines Kendell Airlines Skywest Airlines |
| Avianca Brasil[K]    | Brasil      | 2015       | 2019     | —                                                                            |
| Mexicana[B]          | México      | 2000       | 2004     | Aerocaribe                                                                   |
| Varig[C][D]          | Brasil      | 1997       | 2007     | Nordeste Rio Sul PLUNA                                                       |
| Shanghai Airlines[E] | China       | 2007       | 2010     | China United Airlines                                                        |
| Spanair[G]           | Espanha     | 2003       | 2012     | —                                                                            |
| BMI[H]               | Reino Unido | 2000       | 2012     | BMI Regional BMIbaby                                                         |
| Blue1[I]             | Finlândia   | 2004       | 2012     | —                                                                            |
| TACA Airlines[J]     | El Salvador | 2012       | 2013     | —                                                                            |
| TAM Linhas Aéreas    | Brasil      | 2010       | 2014     | TAM Paraguay                                                                 |

A  Foi a falência em 2001.
B  Depois de decidir de não renovar o acordo code-share com a United Airlines em 2004, a Mexicana deixa a Star Alliance optando acordo com a American Airlines e entrando na Oneworld em 10 de novembro de 2009.
C  Suspensa da aliança em 31 de janeiro de 2007 devido à reestruturação da empresa, porém não se obteve qualificações para continuar na Star Alliance.
D  Foi também uma das empresas fundadoras, mas devido a um acordo existente na ocasião com a Delta Air Lines, a companhia brasileira só ingressou oficialmente na aliança meses depois.
E  A Shanghai Airlines deixou a Star Alliance no dia 31 de outubro de 2010 para fundir com a China Eastern Airlines, que irão se unir à SkyTeam em 2011.
G  Faliu em 27 de janeiro de 2012.
H  Foi incorporada pela British Airways.
I  Em 1 de novembro de 2012, deixou a aliança como membro para tornar-se subsidiária afiliada à Star Alliance da Scandinavian Airlines após ser incorporada pela mesma.
J  Unificou sua marca com Avianca em 28 de Maio de 2013.
K Deixou a Aliança em 19 de agosto de 2019 em decorrência da suspensão de suas operações em 24 de março do mesmo ano, vindo a ter sua falência decretada em 14 de julho de 2020

## Hubs (Star Alliance)
| Hubs (Star Alliance):         | Hubs (Star Alliance): |
| ----------------------------- | --- |
| Cia Aérea                     | Aeroporto (Hub) |
| Adria Airways                 | Aeroporto Ljubljana Jože Pučnik |
| Aegean Airlines               | Aeroporto Internacional de Atenas |
| Air Canada                    | Aeroporto Internacional de Calgary Aeroporto Internacional Montréal-Trudeau Aeroporto Internacional Toronto Pearson Aeroporto Internacional de Vancouver |
| Air China                     | Aeroporto Internacional de Pequim Aeroporto Internacional de Chengdu Shuangliu Aeroporto Internacional de Xangai Pudong |
| Air India                     | Aeroporto Internacional de Chhatrapati Shivaji Aeroporto Internacional Indira Gandhi |
| Air New Zealand               | Aeroporto de Auckland |
| All Nippon Airways            | Aeroporto Internacional de Osaka Aeroporto Internacional de Tóquio Aeroporto Internacional de Narita |
| Asiana Airlines               | Aeroporto Internacional de Incheon Aeroporto Internacional de Gimpo |
| Austrian Airlines             | Aeroporto Internacional de Viena |
| Avianca                       | Aeroporto Internacional El Dorado |
| Avianca Brasil                | Aeroporto Internacional de Brasília Aeroporto Internacional de Guarulhos Aeroporto Galeão/Rio de Janeiro |
| Copa Airlines                 | Aeroporto Internacional Tocumen Aeroporto Internacional El Dorado |
| Croatia Airlines              | Aeroporto de Zagreb |
| EgyptAir                      | Aeroporto Internacional de Cairo |
| Ethiopian Airlines            | Aeroporto Internacional Bole Aeroporto Lomé-Tokoin |
| LOT Polish Airlines           | Aeroporto Frédéric Chopin de Varsóvia |
| Lufthansa                     | Aeroporto de Frankfurt Aeroporto de Munique-Franz Josef Strauss |
| SAS Scandinavian Airlines     | Aeroporto de Copenhague Aeroporto Internacional de Oslo Aeroporto de Estocolmo-Arlanda Aeroporto de Helsínquia-Vantaa |
| Singapore Airlines            | Aeroporto de Singapura |
| South African Airways         | Aeroporto Internacional Oliver Tambo |
| Swiss International Air Lines | EuroAirport Basel-Mulhouse-Freiburg Aeroporto Internacional de Genebra Aeroporto de Zurique |
| TACA Airlines                 | Aeroporto Internacional Cuscatlán Aeroporto Internacional Jorge Chávez Aeroporto Internacional Juan Santamaría |
| TAP Portugal                  | Aeroporto Humberto Delgado |
| Thai Airways International    | Aeroporto Internacional de Suvarnabhumi Aeroporto Internacional Chiang Mai Aeroporto Internacional Hat Yai Aeroporto Internacional Phuket |
| Turkish Airlines              | Aeroporto Internacional de Ancara Esenboğa Aeroporto Internacional Atatürk |
| United                        | Aeroporto Internacional Antonio B. Won Pat Aeroporto Internacional Cleveland Hopkins Aeroporto Internacional de Denver Aeroporto Intercontinental George Bush Aeroporto Internacional de Los Angeles Aeroporto Internacional de Narita Aeroporto Internacional de Newark Aeroporto Internacional O'Hare Aeroporto Internacional de São Francisco Aeroporto Internacional Washington Dulles |
| US Airways                    | Aeroporto Internacional de Charlotte/Douglas Aeroporto Internacional de Filadélfia Aeroporto Internacional de Phoenix Sky Harbor |

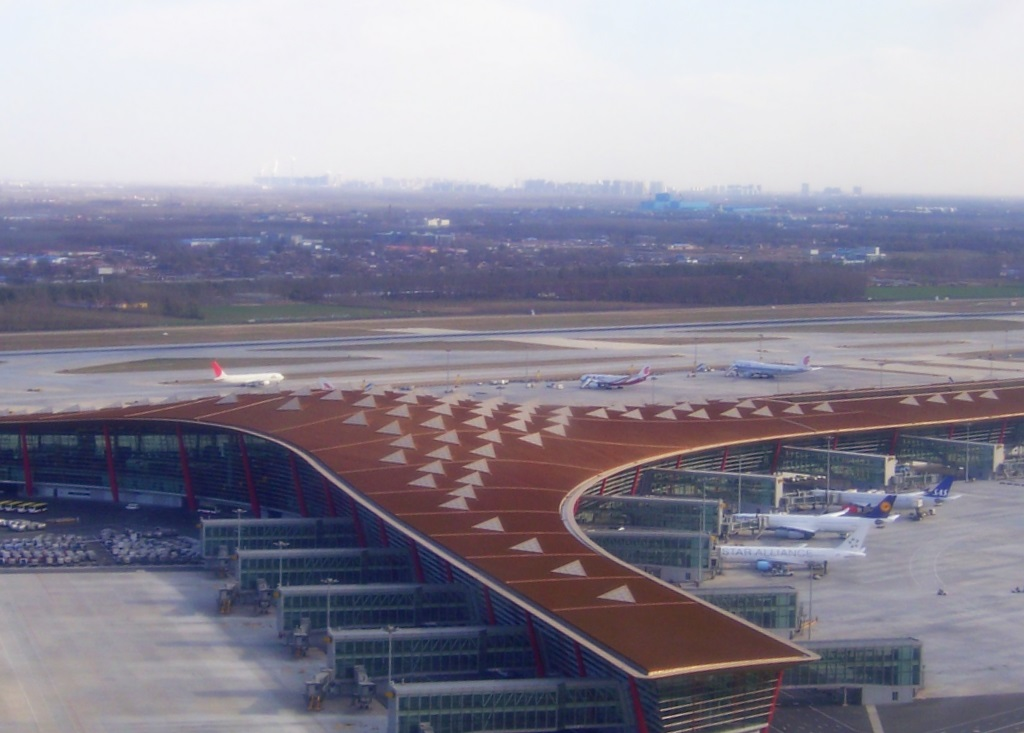
Scandinavian Airlines, Lufthansa, Austrian Airlines e Air China utilizando o Terminal 3-E do Aeroporto Internacional de Pequim

Em muitos aeroportos, companhias aéreas membro de uma mesma aliança ou parceiras, ficam presentes em uma mesma área para faciltar conexões. Assim a Star Alliance possui diversos hubs pelo mundo:
- No Aeroporto Humberto Delgado, em Lisboa, Portugal, hub da TAP Portugal, todos as companhias aéreas da Star Alliance operam no Terminal 1.
- Em março de 2008, alguns membros Star Alliance mudaram-se para o Terminal 1 no Aeroporto de Londres Heathrow. Os membros Star Alliance Air New Zealand e United Airlines mudaram-se em 10 de junho de 2008 para o Terminal 1. Os membros Austrian Airlines, Croatia Airlines, Lufthansa, Swiss International Air Lines e TAP Air Portugal mudaram-se em junho de 2009. A TAM Linhas Aéreas mudou-se em março de 2010. Asiana Airlines, LOT Polish Airlines, South African Airways, e US Airways já operavam no Terminal 1. Todos os outros membros permanecerão no Terminal 3 (com exceção da Continental Airlines que permanece no Terminal 4) até que o novo Terminal 2A for concluído, onde todos os membros serão transferidos.
- Em 26 de março de 2008, todos os membros Star Alliance mudaram suas operções para o novo Terminal 3 no Aeroporto Internacional de Pequim, visando de facilitar as conexões com a Air China com outros membros da Star Alliance. A Continental Airlines transferiu suas operações para o Terminal 3, na véspera de 30 de julho de 2009.
- Desde a remodelação do Terminal 1 do Aeroporto Internacional da Cidade do México, todos os membros Star Alliance foram realocados para o Ala F2 do Terminal Internacional em construção. United Airlines, Air Canada, Lufthansa e US Airways agora têm seus check-in em uma mesma Ala.
- No Aeroporto Internacional de Xangai Pudong, todos os membros foram realocados no Terminal 2, para conexões fáceis com a Air China.
- No Aeroporto Internacional Charles de Gaulle, em Paris, durante a Revitalização do Terminal 1, todos os membros que operavam no Terminal 2 mudaram para lá, criando um hub da Star Alliance.
- No Aeroporto Internacional de São Francisco, todos os membros da Star Alliance, estão operando na asa G do Terminal Internacional, exceto Air Canada e Asiana Airlines.
- No Aeroporto Internacional de Narita, todos os membros da Star Alliance, tirando Air New Zealand mudaram-se para a nova Asa Sul do Terminal 1, para simplificar conexões com All Nippon Airways.
- No Aeroporto Internacional de Cairo, todos os membros foram re-colocados no novo Terminal 3, reduzindo o tempo de conexões para os voos da EgyptAir, para em média 60 minutos.
- Todos os membros Star Alliance no Aeroporto Internacional de Miami (TAM Linhas Aéreas, Swiss, United Airlines, Lufthansa, US Airways e Air Canada) mudaram-se para o novo Concurse J.
- No Aeroporto Internacional de Incheon, todos os membros foram mudados para a Ala Oeste.
- No Aeroporto Internacional do Rio de Janeiro - Galeão, TAM Linhas Aéreas, TAP Air Portugal, United Airlines e US Airways foram realocadas para o Terminal 2. Apenas a Avianca e Copa permanece operando no Terminal 1.
- No Aeroporto de Hamburgo, todas as companhias membro operam no Terminal 2.
- No Aeroporto Internacional de Detroit, os membros operam no Terminal Norte, exclusivo da Star Alliance.
- No Aeroporto de Munique, todos os membros operam no Terminal 2.